# Paracercopis seminigra
Paracercopis seminigra är en insektsart som först beskrevs av Melichar 1902.  Paracercopis seminigra ingår i släktet Paracercopis och familjen spottstritar. Inga underarter finns listade i Catalogue of Life.